# Coturnix coromandelica
La codorniz coromandélica (Coturnix coromandelica), es una especie de ave galliforme de la familia Phasianidae, nativa del sur de Asia. Se distribuye en las praderas, campos de cultivo y matorrales en el valle del Indo, el centro de Bangladés, India, Nepal y Pakistán.